# Orbitacolax hapalogenyos
Orbitacolax hapalogenyos är en kräftdjursart som först beskrevs av Yamaguti och Yamasu 1959.  Orbitacolax hapalogenyos ingår i släktet Orbitacolax och familjen Bomolochidae. Inga underarter finns listade i Catalogue of Life.